# Idaea sordidior
Idaea sordidior är en fjärilsart som beskrevs av Edward P. Wiltshire 1949. Idaea sordidior ingår i släktet Idaea och familjen mätare. Inga underarter finns listade i Catalogue of Life.